# Thousand Foot Krutch
Thousand Foot Krutch, aussi abrégé TFK, est un groupe canadien de rock chrétien et nu metal, originaire de Peterborough, en Ontario. Ils comptent actuellement huit albums, ainsi qu'un album live, et trois albums remixes. Le chanteur Trevor McNevan et le batteur Steve Augustine sont également membres d'un projet appelé FM Static, et Joel a formé le groupe The Drawing Room en 2009. Les anciens membres sont Christian Harvey (batterie, 1997-1999), Dave Smith (guitare, 1997-2002), Tim Baxter (basse, 1997-1999), Paul Pedasuik (basse, 1999), Geoff Laforet (batterie, 2000-2002). Trevor McNevan est donc le seul membre fondateur du groupe qui en fait encore partie.
Le groupe est en pause pour une durée indéterminée depuis 2017. En 2023, le groupe annonce leur retour.  

## Historique

### Débuts (1995–1996)

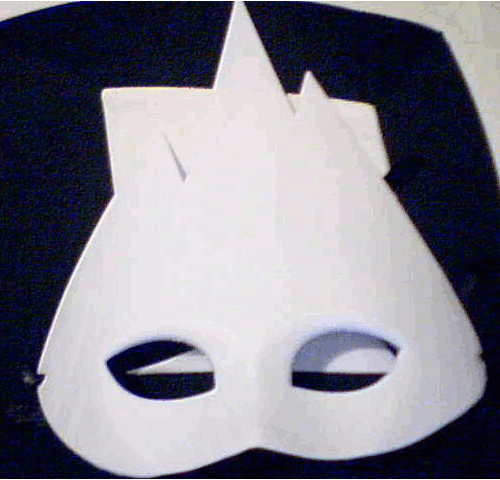
Masque de Thousand Foot Krutch.

Trevor McNevan forme le groupe à Peterborough, en Ontario, une ville au nord-est de Toronto où il allait au lycée. Joel Bruyere était un ami d'enfance de McNevan. Il déménage par la suite mais est resté en contact avec lui. Le batteur Steve Augustine vient de Hamilton (Ontario). Ils considèrent la région de Toronto comme leur chez-eux quand ils ne sont pas en tournée.
McNevan (chanteur, compositeur et fondateur du groupe) choisit le nom du groupe en se basant sur la croyance que « Dieu est une béquille (krutch) sur laquelle nous pouvons nous appuyer, même si nos problèmes sont une pile de mille pieds (thousand foot) de haut ou encore que Dieu est la béquille qui remplit le vide de mille pieds entre sa sainteté parfaite et notre nature coupable. »
Leur premier album, Shutterbug, est publié par Trevor McNevan en 1995 sous le nom de Oddball. L'album comprend 27 chansons, dont une première moitié est rock, et la seconde moitié est hip-hop. McNevan l'enregistre au studio de Barry Haggarty à Peterborough. La chanson Lift It, y apparaît pour la première fois et sera réenregistrée pour le premier album de Thousand Foot Krutch, That's What People Do, et plus tard sur l'album Set It Off.

### That's What People Do(1997–1999)
That's What People Do est écrit en 1997, année durant laquelle McNevan forme TFK. Il est publié indépendamment en 1998. TFK réussit à se populariser en Ontario et aux alentours. Il parvient à se faire diffuser à la radio locale CKWF 101.5 FM de Peterborough qui jouera Rhyme Animal, le premier single de leur album. Il atteint les oreilles d'auditeurs qui souhaitent le réécouter. 
En 1999, TFK est sélectionné par le magazine 7 Ball pour son top 25 des groupes nord-américains. Ils remportent aussi quelques prix dans la catégorie « meilleur album de l'année » aux 2000 Wire Awards et devient premier groupe du millénaire sur 100.3 FM à Barrie, Ontario.

### Set It Off(2000–2002)
Set It Off est publié le 14 novembre 2000. Le groupe se popularise presque entièrement par lui-même et par le bouche-à-oreilles. Le groupe intensément en Amérique du Nord, et finit par attirer l'intérêt de plusieurs labels en vendant 85 000 exemplaires depuis leur van. Le groupe enregistre aussi une avant-première de Set it Off uniquement vendu au Gordon Best Theatre de Peterborough à leurs fans. TFK tourne avec Finger Eleven, Econoline Crush, Treble Charger, The Tea Party, Matthew Good Band, Gob, et Sum 41 entre autres. À cette période, Dave Smith quitte le groupe, laissant McNevan le seul membre original du groupe. Smith est remplacé par Myke Harrison, qui se séparera du groupe un an plus tard. La septième chanson de l'album, intitulée Unbelievable - une reprise de la chanson homonyme d'EMF - devient la bande son du film Just Wright sorti en 2010,.

### Phenomenon(2003–2004)
En 2003, le groupe signe avec le label de Seattle Tooth & Nail Records auquel il publie son deuxième album, Phenomenon. Différent de leur son rap-heavy qui caractérisait l'album Set it Off, Phenomenon se concentre toujours sur la rythmique vocale de McNevan. Phenomenon est bien accueilli par la presse spécialisée, et comprend quatre singles, tels que Rawkfist.  L'album compte 220 000 exemplaires vendus,.
Ils continuent leur lancée avec la réédition de Set it Off en 2004 au label Tooth & Nail, qui compte six nouvelles chansons, dont cinq en provenance de leur album That's What People Do, une nouvelle intitulée Everyone Like Me, produite par Gavin Brown (Three Days Grace/Billy Talent/Thornley).

### The Art of Breaking(2005–2006)
Le 19 juillet 2005, ils publient leur troisième album The Art of Breaking, produit par Arnold Lanni (Our Lady Peace/Finger Eleven/Simple Plan). Cet album est presque entièrement différent de leur son nu metal sur l'album Phenomenon. The Art of Breaking est bien accueilli, et atteint la 67e place du Billboard Mainstream Rock en août 2005.

### The Flame in All of Us(2007–2008)

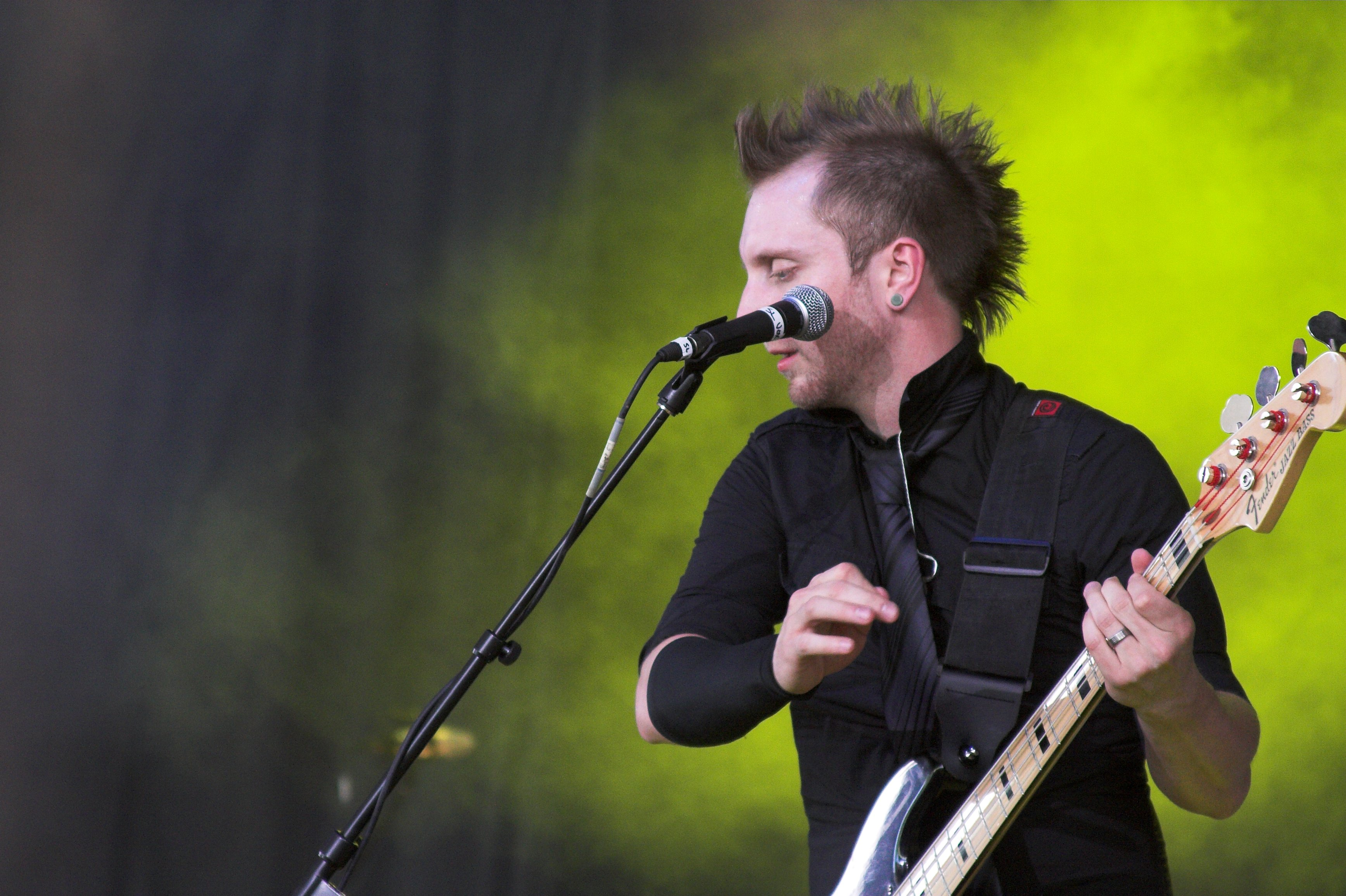
Le bassiste Joel Bruyere.

Après avoir travaillé sur un album studio avec le producteur Ken Andrews (Beck/Chris Cornell/Pete Yorn/Tenacious D/Mae)ils publient The Flame in All of Us le 18 septembre 2007, qui s'oriente plus rock grand public, et fait participer Our Lady Peace, notamment. L'album comprend les singles Falls Apart, What do we Know?, Favorite Disease et The Flame in All of Us. En 2006, McNevan s'implique avec TobyMac pour écrire la chanson Ignition sur l'album Portable Sounds. La chanson est incluse dans plusieurs films et programmes comme le Monday Night Football et le NASCAR. De ce fait, le groupe participe à la tournée TobyMac Portable Sounds au printemps 2007. La tournée est un succès tel que TobyMac leur demande de jouer avec lui pour fin d'année.
La tournée suivante, en 2008, le groupe tourne avec Skillet et Decyfer Down. TFK joue avec P.O.D., Chevelle, Sevendust, 10 Years, Daughtry, Red et autres sur son album. Après plusieurs festivals en été, ils participent à la toute première édition du Creation Festival: The Tour. La tournée comprend neuf groupes : Kutless, TFK, Pillar, KJ-52, Fireflight, Worth Dying For, Run Kid Run, Esterlyn, et Capital Lights. TFK déclinera trois shows qui lui seront proposés.

### Welcome to the Masquerade(2009–2011)
Le nouvel album de Thousand Foot Krutch, intitulé Welcome to the Masquerade, est annoncé pour le début de 2009. En avril 2009, McNevan apparait devant ses fans sur TFKTV par Mogulus Live Broadcast. Le groupe se réunit avec Aaron Sprinkle pour coproduire l'album avec Matt Carter d'Emery et Randy Staub (Metallica/Stone Sour/Nickelback/Our Lady Peace) au mixage audio. La chanson Fire it Up est incluse dans des jeux vidéo comme NHL 10 publié par EA Sports, et sur la bande-annonce du film G.I. Joe : Le Réveil du Cobra. L'album est publié le 8 septembre 2008, et atteint la 35e place du Billboard 200.
En été 2009, McNevan est conduit d'urgence à l'hôpital pour une crise d'appendicite, forçant TFK à annuler son apparition au Creation West Festival (ne pas confondre avec le Creation Festival: The Tour). Ils reviennent pour quelques shows un an plus tard, mais aussi à des festivals comme le Soulfest. Thousand Foot Krutch annonce une tournée à la fin de 2009 en soutien à l'album Welcome to the Masquerade ; TFK jouera encore au Creation Festival avec Jars of Clay, Audio Unplugged, B.Reith, FM Static, et This Beautiful Republic, ainsi qu'un show spécial Noël avec Thirty Seconds to Mars, Flyleaf, After Midnight Project, et The Veer Union.
Le 8 septembre 2009, les trois albums de TFK, Phenomenon, The Art of Breaking, et The Flame in All of Us, sont réédités en format coffret sous le titre Deja Vu: The Thousand Foot Krutch Anthology.

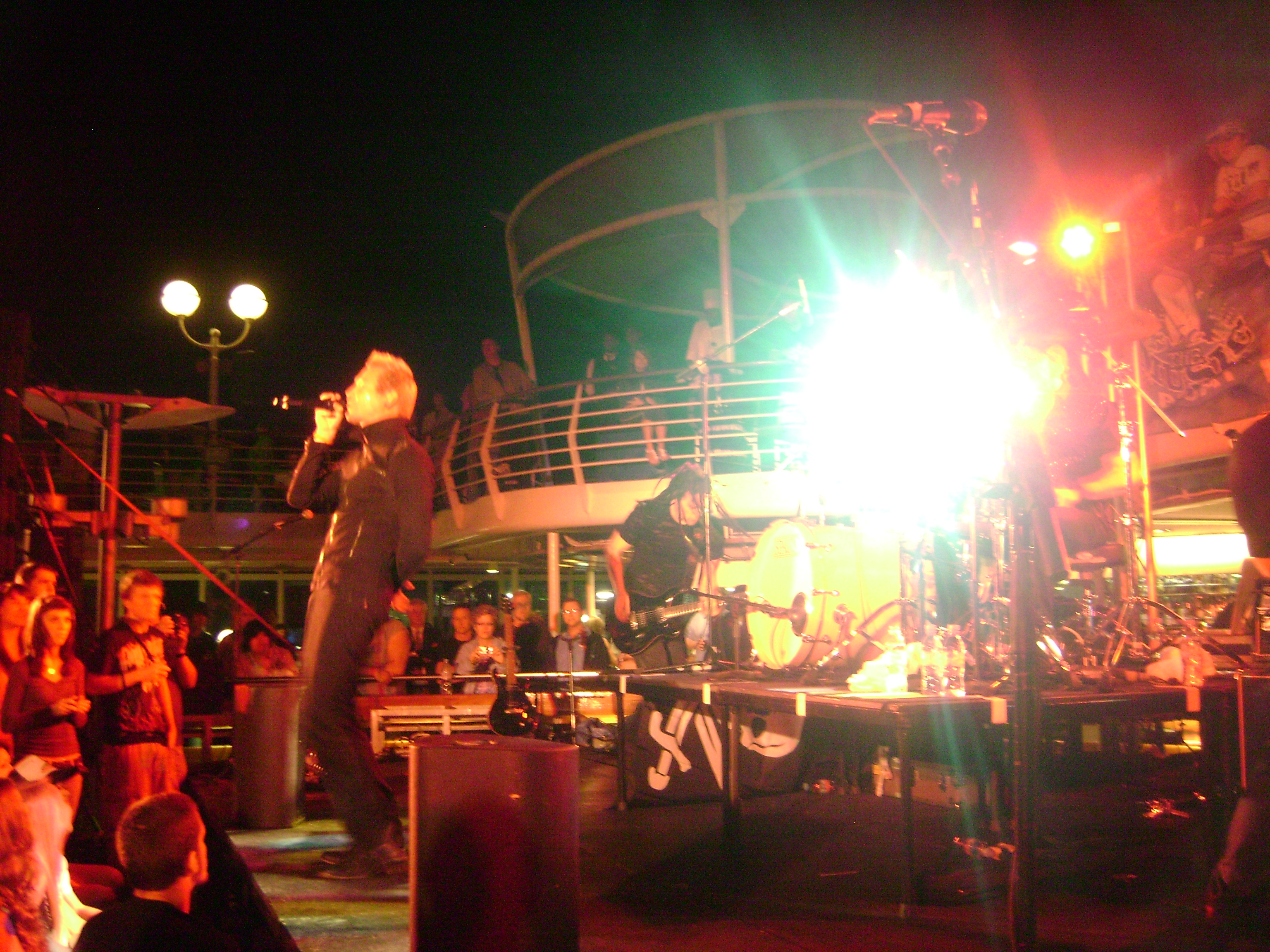
TFK au Music Boat 2010.

Thousand Foot Krutch tourne avec Breaking Benjamin, Chevelle et Red en mars 2010. The Peterborough Examiner rapporte le 29 janvier 2010 qu'une chanson encore non nommée pourrait être utilisée pour Iron Man 2. Dans une vidéo poste le 1er février 2010, le groupe joue avec leur nouveau guitariste Ty Dietzler, qui remplace Nick Baumhardt en tournée. À la première semaine d'avril 2010, Fire it Up est publié comme contenu téléchargeable pour Rock Band 2. Le 19 avril 2010, les Red Wings de Détroit jouent The Invitation et Welcome to the Masquerade. Le 11 mai 2010, le groupe annonce un DVD pour fin 2010 selon McNevan. Leur chanson Unbelievable sera utilisée dans le film Just Wright.
En 2010, TFK joue au Creation Festival: The Tour Presents the Welcome to the Masquerade Fall Tour, aux côtés de Disciple et Ivoryline. En janvier 2011, TFK se joint à la tournée nationale Rock and Worship avec MercyMe. Le 2 mars 2011, Ty Dietzler annonce sondépart du groupe ; des auditions sont effectuées pour son remplacement.
Le 7 juin 2011, le groupe publie un DVD/album live intitulé Live at the Masquerade.

### The End Is Where We Begin(2011–2013)
Au Soulfest 2011, Thousand Foot Krutch annonce son retour en studio pour l'enregistrement d'un nouvel album The End is Where We Begin le 8 août. L'album est publié le 17 avril 2012. Le 29 novembre 2011, le groupe annonce sa rupture avec Tooth & Nail Records pour publier The End is Where We Begin indépendamment. Le groupe fait un appel aux dons sur Kickstarter afin de les aider à financer l'album. L'album deluxe sort en 2013 et comprend en bonus les versions remixes de leurs morceaux.  
Le 15 octobre 2013, Thousand Foot Krutch publie Made in Canada: The 1998-2010 Collection, une compilation qui comprend de nouvelles chansons comme, Searchlight et Complicate You.

### Oxygen: InhaleetExhale, album live et pause pour une durée indéterminée (2014-2017)

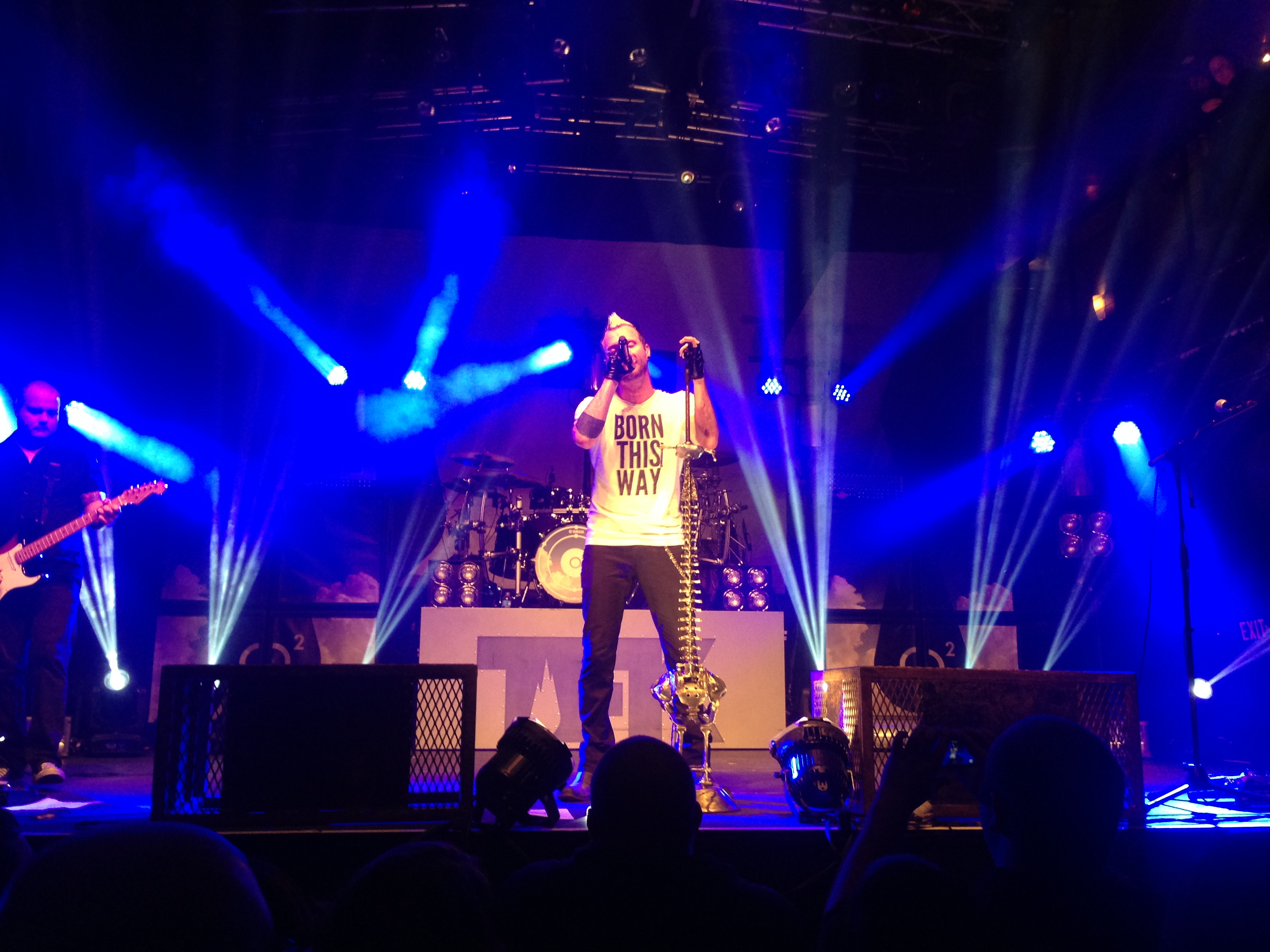
TFK à Minneapolis, Mill City Nights, en octobre 2014.

Le 27 mars 2014, le groupe annonce un nouvel album qu'ils enregistreront le 21 avril. Ils annoncent sa date de sortie pour le 26 août 2014 sous le titre Oxygen : Inhale. Le groupe lance un appel aux dons sur PledgeMusic pour les aider à financer l'album avant fin mai. Le premier single de l'album, intitulé Born this Way, est publié le 22 juillet 2014. Le second single, Untraveled Road, est publié le 6 août sur YouTube.
En 2015, le groupe annonce travailler sur un nouvel album qui sortira l'année suivante qui s'intitulera Exhale. Trois singles ont été publiés : Born Again le 11 décembre 2015, Incomplete le 1er février 2016 et Running with Giants le 25 février. Leur nouvel album sort officiellement le 17 juin 2016.
Après leur tournée et la sortie de leur album live Untraveled Roads le 15 septembre 2017, le groupe décide faire une pause pour une durée indéterminée afin que les membres du groupe se consacrent à leurs familles respectives. 

### Projets solos, retour et réédition deThe End Is Where We Begin(2020 - depuis 2023)
En 2020, le chanteur Trevor McNevan a travaillé sur un projet d'album de rap.
En 2023, le groupe annonce leur retour après 6 ans de pause avec une réédition de leur album The End is Where We Begin sorti en 2012, pour fêter les 10 ans. Il s'intitulera The End is Where We Begin : Reignited et les morceaux seront réenregistrés avec la participation de différents groupes. Ils sortent la nouvelle version de la chanson War of Change avec le groupe Adelitas Way le 21 juillet et le 18 août, ils publient Down avec le groupe New Medicine. Le 6 octobre, le groupe publie So Far Gone en duo avec le groupe Art of Dying.   
Le 13 mars 2024, le groupe publie I Get Wicked avec le groupe Red suivi de Let the Sparks Fly avec l'ancien chanteur de Three Days Grace et nouveau dans Saint Asonia, Adam Gontier, All I Need to Know avec Eva Under Fire et Be Somebody avec Citizen Soldier.  
Le 17 juillet 2024, le groupe annonce sur Instagram que The End is Where We Begin : Reignited sortira officiellement le 26 juillet 2024.   

## Membres

### Membres actuels
- Trevor McNevan - chant, guitare (studio) (depuis 1995)[34]
- Joel Bruyere - guitare basse, chœurs (depuis 1999)
- Steve Augustine - batterie (depuis 2002)

### Anciens membres
- Neil Sanderson - batterie (1995–1997)
- Tim Baxter - guitare basse (1995–1998)
- Dave Smith - guitare (1996–2002)
- Christian Harvey - batterie (1997–2000)
- Geoff « Johnny Orbital » Laforet - batterie (2000–2002)